# Cípal hlavatý
Cípal hlavatý (Mugil cephalus) je paprskoploutvá ryba, která se vyskytuje v teplých mořích celého světa (v Atlantiku tvoří severní hranici jejího rozšíření Biskajský záliv a pobřeží Nového Skotska, byla také uměle vysazena v Kaspickém moři). Obývá převážně kontinentální šelf do hloubky 120 metrů, jako euryhalinní druh proniká také na dolní toky řek. Zdržuje se často v blízkosti přístavů, kde dokáže tolerovat i značně znečištěnou vodu. V období rozmnožování migruje na otevřené moře.

## Popis
Dospělý cípal hlavatý dorůstá délky 50–100 cm, zprávy o rekordních jedincích měřících 120 cm a vážících 12 kg nejsou spolehlivě ověřené. Má tělo proudnicovitého tvaru a robustní hlavu, která mu dala druhový název. Zbarvení je na hřbetě šedozelené, na bocích stříbrné a na břiše bílé. Jako všichni cípalové postrádá postranní čáru. Šupiny jsou cykloidní.
Je aktivní ve dne a potravu hledá poblíž dna. Živí se mořskými řasami, planktonem, korýši a drobnými rybkami. Zpravidla se zdržuje v početných hejnech. Samice klade až dva a půl milionu jiker. Cípal hlavatý se může dožít šestnácti let.

## Vztahy s člověkem
Díky své rychlosti a bojovnosti je vyhledávanou sportovní rybou; dokáže se vymrštit z vody a uniknout ze sítě, proto se loví převážně na plavanou. Používá se rovněž jako návnada při lovu mečounů. Vzhledem ke značné poptávce po jeho pevném bílém mase se často pěstuje v akvakultuře (v nilské deltě se pro něj již po staletí budují umělé nádrže zvané „hoša“). Cípal hlavatý se upravuje smažením nebo pečením, obvykle s citrusy, česnekem, zeleninou a bramborami, může se také vyudit. Vyhlášenou delikatesou jsou jeho nasolené a usušené jikry, známé v Itálii jako bottarga a v Japonsku pod označením karasumi.